# Liste der Apple-Betriebssysteme
Dies ist eine Liste der Apple-Betriebssysteme.

## Apple I bis III
Apple I: hatte kein Betriebssystem
Apple II:
- Apple DOS
- Apple ProDOS
- GS/OS

Apple III:
- Apple SOS

## Lisa
Apple Lisa:
- Lisa OS

## Newton
Apple Newton:
- Newton OS

## Open Source
- Darwin (Basis von macOS, iOS, iPadOS, tvOS, watchOS)

## Macintosh

### klassisches Mac OS
- System 1-5
- System 6
- System 7, Mac OS 7.6
- Mac OS 8
- Mac OS 9

### Eingestellt oder unvollendet
- Pink
- Copland
- MkLinux
- OPENSTEP 4.2 (nach der Übernahme von NeXT)
- Rhapsody 5.x

### macOS
- Mac OS X Public Beta „Kodiak“
- Mac OS X 10.0 „Cheetah“
- Mac OS X 10.1 „Puma“
- Mac OS X 10.2 „Jaguar“
- Mac OS X Panther 10.3
- Mac OS X Tiger 10.4
- Mac OS X Leopard 10.5
- Mac OS X Snow Leopard 10.6
- Mac OS X Lion 10.7
- OS X Mountain Lion 10.8
- OS X Mavericks 10.9
- OS X Yosemite 10.10
- OS X El Capitan 10.11
- macOS Sierra 10.12
- macOS High Sierra 10.13
- macOS Mojave 10.14
- macOS Catalina 10.15
- macOS Big Sur 11
- macOS Monterey 12
- macOS Ventura 13
- macOS Sonoma 14
- macOS Sequoia 15
- macOS Tahoe 26

## iPhone
Apple iPhone:
- iPhone OS 1
- iPhone OS 2
- iPhone OS 3
- iOS 4
- iOS 5
- iOS 6
- iOS 7
- iOS 8
- iOS 9
- iOS 10
- iOS 11
- iOS 12
- iOS 13
- iOS 14
- iOS 15
- iOS 16
- iOS 17
- iOS 18
- iOS 26

## Geräte mit iOS-Derivaten
Apple HomePod:
- audioOS

Apple iPad:
- iPadOS

Apple TV:
- tvOS

Apple Watch:
- watchOS

Apple Vision Pro:
- visionOS